# Llista de masies i bordes del Pallars Sobirà
Per municipi

Llista de masies i altres construccions relacionades del Pallars Sobirà ordenades per municipi.
Informació actualitzada per un bot. Els canvis manuals es perdran quan s'actualitzi!
| imatge | Nom                        | instància de                       | Municipi            | Elevació s.n.m. en m | estat de conservació | coordenades                                                          | Protecció                                  | Commons (més fotos)  | WD                            |
| ------ | -------------------------- | ---------------------------------- | ------------------- | -------------------- | -------------------- | -------------------------------------------------------------------- | ------------------------------------------ | -------------------- | ----------------------------- |
|        | Barraques dera Productòra  | edifici masia                      | Alt Àneu            |                      |                      | 42° 37′ 43″ N, 0° 57′ 42″ E / 42.6287022446959°N,0.961715984835236°E |                                            |                      | Modifica les dades a Wikidata |
|        | Ca l'Andreu                | masia                              | Baix Pallars        |                      |                      | 42° 16′ 51″ N, 1° 08′ 54″ E / 42.2808901619207°N,1.14832045583244°E  |                                            |                      | Modifica les dades a Wikidata |
|        | Cal Fèlix                  | masia                              | Baix Pallars        |                      |                      | 42° 19′ 39″ N, 1° 06′ 26″ E / 42.327379748284°N,1.10708871259593°E   |                                            |                      | Modifica les dades a Wikidata |
|        | Casa Coll                  | masia                              | Baix Pallars        |                      |                      | 42° 19′ 59″ N, 1° 00′ 57″ E / 42.3330309981673°N,1.01577823576534°E  |                                            |                      | Modifica les dades a Wikidata |
|        | Casa de l'Agustí           | masia                              | Baix Pallars        |                      |                      | 42° 19′ 44″ N, 1° 03′ 02″ E / 42.3288734514551°N,1.05059577211628°E  |                                            |                      | Modifica les dades a Wikidata |
|        | Casa de l'Esplugà          | masia                              | Baix Pallars        |                      |                      | 42° 17′ 15″ N, 1° 03′ 11″ E / 42.2874996463893°N,1.05314592874069°E  |                                            |                      | Modifica les dades a Wikidata |
|        | Casa de Perutxo            | masia                              | Baix Pallars        |                      |                      | 42° 19′ 52″ N, 0° 58′ 34″ E / 42.3310210116495°N,0.976019508485412°E |                                            |                      | Modifica les dades a Wikidata |
|        | Casa de Romaior            | masia                              | Baix Pallars        |                      |                      | 42° 18′ 31″ N, 1° 04′ 11″ E / 42.3086459833319°N,1.069710744686°E    |                                            |                      | Modifica les dades a Wikidata |
|        | Casa del Batlle            | masia                              | Baix Pallars        |                      |                      | 42° 18′ 31″ N, 1° 05′ 26″ E / 42.3086184729343°N,1.09065293550706°E  |                                            |                      | Modifica les dades a Wikidata |
|        | Casa del Sabater           | masia                              | Baix Pallars        |                      |                      | 42° 19′ 16″ N, 1° 01′ 28″ E / 42.3209778524368°N,1.02443335189554°E  |                                            |                      | Modifica les dades a Wikidata |
|        | Casa forestal del Soi      | masia                              | Baix Pallars        |                      |                      | 42° 19′ 45″ N, 1° 07′ 24″ E / 42.3290804155878°N,1.12343457493552°E  |                                            |                      | Modifica les dades a Wikidata |
|        | Casa Montaner              | masia                              | Baix Pallars        |                      |                      | 42° 19′ 56″ N, 1° 01′ 14″ E / 42.3323012656906°N,1.02044980377099°E  |                                            |                      | Modifica les dades a Wikidata |
|        | Casa Parramon              | masia                              | Baix Pallars        |                      |                      | 42° 19′ 45″ N, 1° 02′ 51″ E / 42.3292626744248°N,1.04753740513389°E  |                                            |                      | Modifica les dades a Wikidata |
|        | Casa Quiquet               | masia                              | Baix Pallars        |                      |                      | 42° 19′ 38″ N, 1° 08′ 20″ E / 42.3271260593316°N,1.13889386748718°E  |                                            |                      | Modifica les dades a Wikidata |
|        | Casa Rafel                 | masia                              | Baix Pallars        |                      |                      | 42° 19′ 41″ N, 1° 02′ 54″ E / 42.3281153973473°N,1.04838605080355°E  |                                            |                      | Modifica les dades a Wikidata |
|        | Casa Xangre                | masia                              | Baix Pallars        |                      |                      | 42° 19′ 14″ N, 1° 01′ 31″ E / 42.3206521228089°N,1.02539008764645°E  |                                            |                      | Modifica les dades a Wikidata |
|        | Castell de la Clua         | masia                              | Baix Pallars        |                      |                      | 42° 20′ 55″ N, 1° 01′ 08″ E / 42.3486110033893°N,1.01891814166693°E  |                                            |                      | Modifica les dades a Wikidata |
|        | Castellnou                 | masia                              | Baix Pallars        |                      |                      | 42° 19′ 26″ N, 1° 08′ 50″ E / 42.3240082110314°N,1.14711683573839°E  |                                            |                      | Modifica les dades a Wikidata |
|        | el Mas dels Capellans      | masia                              | Baix Pallars        |                      |                      | 42° 19′ 07″ N, 1° 00′ 42″ E / 42.3186485416177°N,1.01159485193496°E  |                                            |                      | Modifica les dades a Wikidata |
|        | el Pui                     | masia                              | Baix Pallars        |                      |                      | 42° 18′ 56″ N, 1° 05′ 11″ E / 42.3156700335446°N,1.08633834159145°E  |                                            |                      | Modifica les dades a Wikidata |
|        | el Pui                     | entitat singular de població masia | Baix Pallars        | 1033.9               |                      | 42° 19′ 34″ N, 1° 06′ 18″ E / 42.32618889°N,1.10507778°E             |                                            |                      | Modifica les dades a Wikidata |
|        | el Soi                     | masia                              | Baix Pallars        | 1402                 |                      | 42° 19′ 48″ N, 1° 07′ 29″ E / 42.33008889°N,1.12459722°E             |                                            |                      | Modifica les dades a Wikidata |
|        | Hostal de Morreres         | masia                              | Baix Pallars        |                      |                      | 42° 18′ 01″ N, 1° 02′ 30″ E / 42.3003082985003°N,1.0416632794771°E   |                                            |                      | Modifica les dades a Wikidata |
|        | l'Era de Montardit         | masia                              | Baix Pallars        |                      |                      | 42° 19′ 39″ N, 1° 02′ 43″ E / 42.3274489742885°N,1.0452147641169°E   |                                            |                      | Modifica les dades a Wikidata |
|        | l'Hostalet                 | masia                              | Baix Pallars        |                      |                      | 42° 19′ 11″ N, 1° 05′ 20″ E / 42.3195946468665°N,1.08892548734411°E  |                                            |                      | Modifica les dades a Wikidata |
|        | la Mola                    | masia                              | Baix Pallars        |                      |                      | 42° 19′ 42″ N, 1° 04′ 02″ E / 42.3284364335981°N,1.06733361254282°E  |                                            |                      | Modifica les dades a Wikidata |
|        | Masia d'en Jaume           | masia                              | Baix Pallars        |                      |                      | 42° 19′ 50″ N, 1° 02′ 00″ E / 42.3305583554504°N,1.03324839450994°E  |                                            |                      | Modifica les dades a Wikidata |
|        | Masia de Parramon          | masia                              | Baix Pallars        |                      |                      | 42° 19′ 51″ N, 1° 02′ 05″ E / 42.3308604772305°N,1.03458619974275°E  |                                            |                      | Modifica les dades a Wikidata |
|        | Masia de Pasqual           | masia                              | Baix Pallars        |                      |                      | 42° 19′ 05″ N, 1° 00′ 40″ E / 42.317984327473°N,1.0111578967851°E    |                                            |                      | Modifica les dades a Wikidata |
|        | Masia de Peracalç          | masia                              | Baix Pallars        | 984.6                |                      | 42° 17′ 39″ N, 0° 59′ 58″ E / 42.29417778°N,0.99933611°E             |                                            |                      | Modifica les dades a Wikidata |
|        | Recallers                  | masia                              | Baix Pallars        |                      |                      | 42° 18′ 18″ N, 1° 07′ 20″ E / 42.3050677163259°N,1.12212204634206°E  |                                            |                      | Modifica les dades a Wikidata |
|        | Sarroca de Baén            | entitat singular de població masia | Baix Pallars        | 1431.13              |                      | 42° 18′ 49″ N, 1° 08′ 30″ E / 42.3135734824892°N,1.14173225863665°E  |                                            |                      | Modifica les dades a Wikidata |
|        | Vilesa                     | masia                              | Baix Pallars        | 943.1                |                      | 42° 19′ 06″ N, 1° 05′ 35″ E / 42.31845917°N,1.09294722°E             |                                            |                      | Modifica les dades a Wikidata |
|        | Casa del Parc              | masia                              | Espot               |                      |                      | 42° 34′ 33″ N, 1° 05′ 27″ E / 42.5758789052943°N,1.09087641149827°E  |                                            |                      | Modifica les dades a Wikidata |
|        | Ca la Maria                | masia                              | Farrera             |                      |                      | 42° 29′ 48″ N, 1° 16′ 21″ E / 42.496605867548°N,1.27254365133325°E   |                                            |                      | Modifica les dades a Wikidata |
|        | Cal Cotè                   | masia                              | Farrera             |                      |                      | 42° 26′ 59″ N, 1° 13′ 35″ E / 42.4497663659828°N,1.22645544922976°E  |                                            |                      | Modifica les dades a Wikidata |
|        | Cal Curt                   | masia                              | Farrera             |                      |                      | 42° 26′ 46″ N, 1° 16′ 07″ E / 42.4461790711598°N,1.26865294827317°E  |                                            |                      | Modifica les dades a Wikidata |
|        | Cal Gravat                 | masia                              | Farrera             |                      |                      | 42° 26′ 45″ N, 1° 16′ 06″ E / 42.4459031387649°N,1.26827144520036°E  |                                            |                      | Modifica les dades a Wikidata |
|        | Cal Jutge                  | masia                              | Farrera             |                      |                      | 42° 29′ 43″ N, 1° 15′ 51″ E / 42.495166417613°N,1.26429616916271°E   |                                            |                      | Modifica les dades a Wikidata |
|        | Cal Manresà                | masia                              | Farrera             |                      |                      | 42° 29′ 48″ N, 1° 16′ 19″ E / 42.4966600753021°N,1.27195803135081°E  |                                            |                      | Modifica les dades a Wikidata |
|        | Cal Marçal                 | masia                              | Farrera             |                      |                      | 42° 29′ 49″ N, 1° 16′ 17″ E / 42.4968597766635°N,1.27146575686954°E  |                                            |                      | Modifica les dades a Wikidata |
|        | Cal Pergo                  | masia                              | Farrera             |                      |                      | 42° 29′ 44″ N, 1° 15′ 32″ E / 42.4955360389168°N,1.25898021716012°E  |                                            |                      | Modifica les dades a Wikidata |
|        | Cal Poblador               | masia                              | Farrera             |                      |                      | 42° 29′ 51″ N, 1° 16′ 20″ E / 42.4973846205987°N,1.27223014353342°E  |                                            |                      | Modifica les dades a Wikidata |
|        | Cal Pubill                 | masia                              | Farrera             |                      |                      | 42° 29′ 42″ N, 1° 15′ 54″ E / 42.4948811505257°N,1.2650828744246°E   |                                            |                      | Modifica les dades a Wikidata |
|        | Cal Ramonet                | masia                              | Farrera             |                      |                      | 42° 29′ 42″ N, 1° 15′ 31″ E / 42.4949733109543°N,1.25869160606578°E  |                                            |                      | Modifica les dades a Wikidata |
|        | Cal Roquer                 | masia                              | Farrera             |                      |                      | 42° 26′ 47″ N, 1° 16′ 04″ E / 42.4465080995241°N,1.2677805535871°E   |                                            |                      | Modifica les dades a Wikidata |
|        | el Balsirroi               | masia                              | Farrera             | 2196.5               |                      | 42° 29′ 15″ N, 1° 19′ 09″ E / 42.4876°N,1.3193°E                     |                                            |                      | Modifica les dades a Wikidata |
|        | Casa Badia                 | masia                              | la Guingueta d'Àneu |                      |                      | 42° 35′ 31″ N, 1° 07′ 54″ E / 42.5920656436294°N,1.13154046723715°E  |                                            |                      | Modifica les dades a Wikidata |
|        | la Mola                    | masia                              | la Guingueta d'Àneu |                      |                      | 42° 32′ 53″ N, 1° 09′ 23″ E / 42.5481339875255°N,1.15633328860533°E  |                                            |                      | Modifica les dades a Wikidata |
|        | Casa Serra                 | masia                              | Lladorre            |                      |                      | 42° 36′ 53″ N, 1° 14′ 53″ E / 42.6147375490594°N,1.24812782636278°E  |                                            |                      | Modifica les dades a Wikidata |
|        | la Molina                  | masia                              | Lladorre            | 1122                 |                      | 42° 38′ 46″ N, 1° 15′ 38″ E / 42.6461682646418°N,1.26067637908195°E  |                                            | La Molina (Tavascan) | Modifica les dades a Wikidata |
|        | les Guàrdies               | masia                              | Lladorre            |                      |                      | 42° 38′ 53″ N, 1° 15′ 20″ E / 42.6479461621361°N,1.25560092992202°E  |                                            |                      | Modifica les dades a Wikidata |
|        | Ca l'Andreu                | masia                              | Llavorsí            |                      |                      | 42° 28′ 24″ N, 1° 11′ 11″ E / 42.4732629631649°N,1.18625654989941°E  |                                            |                      | Modifica les dades a Wikidata |
|        | Cal Batlle                 | masia                              | Llavorsí            |                      |                      | 42° 28′ 25″ N, 1° 11′ 12″ E / 42.4734744219688°N,1.18653023197617°E  |                                            |                      | Modifica les dades a Wikidata |
|        | Cal Berder                 | masia                              | Llavorsí            |                      |                      | 42° 29′ 43″ N, 1° 12′ 35″ E / 42.4952198425259°N,1.20982613811643°E  |                                            |                      | Modifica les dades a Wikidata |
|        | Cal Betó                   | masia                              | Llavorsí            |                      |                      | 42° 26′ 58″ N, 1° 13′ 34″ E / 42.4493383974372°N,1.22615136312924°E  |                                            |                      | Modifica les dades a Wikidata |
|        | Cal Bisbe                  | masia                              | Llavorsí            |                      |                      | 42° 29′ 46″ N, 1° 12′ 36″ E / 42.4960079125492°N,1.21012005199924°E  |                                            |                      | Modifica les dades a Wikidata |
|        | Cal Blasi                  | masia                              | Llavorsí            |                      |                      | 42° 28′ 23″ N, 1° 11′ 12″ E / 42.4731172523769°N,1.18672301744884°E  |                                            |                      | Modifica les dades a Wikidata |
|        | Cal Caçador                | masia                              | Llavorsí            |                      |                      | 42° 29′ 45″ N, 1° 12′ 35″ E / 42.4959026247682°N,1.20972147381585°E  |                                            |                      | Modifica les dades a Wikidata |
|        | Cal Cinto                  | masia                              | Llavorsí            |                      |                      | 42° 29′ 44″ N, 1° 12′ 35″ E / 42.495460031613°N,1.20963674958464°E   |                                            |                      | Modifica les dades a Wikidata |
|        | Cal Malló                  | masia                              | Llavorsí            |                      |                      | 42° 28′ 25″ N, 1° 11′ 10″ E / 42.4735958225134°N,1.18623477075333°E  |                                            |                      | Modifica les dades a Wikidata |
|        | Cal Miquel                 | masia                              | Llavorsí            |                      |                      | 42° 26′ 59″ N, 1° 13′ 36″ E / 42.4495996614159°N,1.22673983762385°E  |                                            |                      | Modifica les dades a Wikidata |
|        | Cal Monjo                  | masia                              | Llavorsí            |                      |                      | 42° 29′ 29″ N, 1° 13′ 01″ E / 42.4914040569058°N,1.2169195800138°E   |                                            |                      | Modifica les dades a Wikidata |
|        | Cal Pistola                | masia                              | Llavorsí            |                      |                      | 42° 29′ 46″ N, 1° 12′ 33″ E / 42.4961472526376°N,1.20923989554919°E  |                                            |                      | Modifica les dades a Wikidata |
|        | Cal Roi                    | masia                              | Llavorsí            |                      |                      | 42° 26′ 58″ N, 1° 13′ 35″ E / 42.4494329291852°N,1.22644053843721°E  |                                            |                      | Modifica les dades a Wikidata |
|        | Cal Sabiel                 | masia                              | Llavorsí            |                      |                      | 42° 26′ 56″ N, 1° 13′ 31″ E / 42.4489567211708°N,1.22534741226695°E  |                                            |                      | Modifica les dades a Wikidata |
|        | Cal Tarrambó               | masia                              | Llavorsí            |                      |                      | 42° 29′ 42″ N, 1° 12′ 36″ E / 42.4949003499517°N,1.21012730797522°E  |                                            |                      | Modifica les dades a Wikidata |
|        | Cal Tatxó                  | masia                              | Llavorsí            |                      |                      | 42° 26′ 57″ N, 1° 13′ 31″ E / 42.4491706895988°N,1.22520760945168°E  |                                            |                      | Modifica les dades a Wikidata |
|        | Cal Trenat                 | masia                              | Llavorsí            |                      |                      | 42° 26′ 58″ N, 1° 13′ 32″ E / 42.4493376131979°N,1.22551905884109°E  |                                            |                      | Modifica les dades a Wikidata |
|        | Hostal d'Aidí              | masia                              | Llavorsí            |                      |                      | 42° 31′ 03″ N, 1° 11′ 37″ E / 42.5175398860067°N,1.19347319822566°E  |                                            |                      | Modifica les dades a Wikidata |
|        | Hostal del Rei             | masia                              | Llavorsí            |                      |                      | 42° 28′ 57″ N, 1° 12′ 25″ E / 42.482548028878°N,1.2068782502051°E    |                                            |                      | Modifica les dades a Wikidata |
|        | la Creu                    | masia                              | Llavorsí            |                      |                      | 42° 27′ 01″ N, 1° 13′ 33″ E / 42.4503250019053°N,1.22589247015229°E  |                                            |                      | Modifica les dades a Wikidata |
|        | Ca l'Agustinet             | masia                              | Rialb               |                      |                      | 42° 27′ 18″ N, 1° 08′ 54″ E / 42.4548875204079°N,1.1482726511061°E   |                                            |                      | Modifica les dades a Wikidata |
|        | Cal Catina                 | masia                              | Rialb               |                      |                      | 42° 27′ 29″ N, 1° 10′ 47″ E / 42.4580673110047°N,1.17979955456283°E  |                                            |                      | Modifica les dades a Wikidata |
|        | Cal Consolet               | masia                              | Rialb               |                      |                      | 42° 27′ 18″ N, 1° 08′ 59″ E / 42.4549991329088°N,1.1496070909237°E   |                                            |                      | Modifica les dades a Wikidata |
|        | Cal Dondela                | masia                              | Rialb               |                      |                      | 42° 27′ 28″ N, 1° 10′ 48″ E / 42.4578166236833°N,1.17989194941484°E  |                                            |                      | Modifica les dades a Wikidata |
|        | Cal Jepó                   | masia                              | Rialb               |                      |                      | 42° 27′ 17″ N, 1° 08′ 56″ E / 42.4547609472986°N,1.14879930967728°E  |                                            |                      | Modifica les dades a Wikidata |
|        | Cal Macià                  | masia                              | Rialb               |                      |                      | 42° 27′ 26″ N, 1° 10′ 50″ E / 42.4572672249451°N,1.18045513845772°E  |                                            |                      | Modifica les dades a Wikidata |
|        | Cal Mestres                | masia                              | Rialb               |                      |                      | 42° 26′ 56″ N, 1° 09′ 47″ E / 42.4489123798801°N,1.16310151085309°E  |                                            |                      | Modifica les dades a Wikidata |
|        | Cal Miquel                 | masia                              | Rialb               |                      |                      | 42° 26′ 55″ N, 1° 09′ 46″ E / 42.4486366893184°N,1.16275693008979°E  |                                            |                      | Modifica les dades a Wikidata |
|        | Cal Muntanya               | masia                              | Rialb               |                      |                      | 42° 26′ 55″ N, 1° 09′ 44″ E / 42.448709905126°N,1.1622683912196°E    |                                            |                      | Modifica les dades a Wikidata |
|        | Cal Riber                  | masia                              | Rialb               |                      |                      | 42° 27′ 29″ N, 1° 10′ 45″ E / 42.4579302825772°N,1.17911030412906°E  |                                            |                      | Modifica les dades a Wikidata |
|        | Cal Simon                  | masia                              | Rialb               |                      |                      | 42° 27′ 26″ N, 1° 10′ 45″ E / 42.4573256440354°N,1.17903053442407°E  |                                            |                      | Modifica les dades a Wikidata |
|        | Cal Tremonilles            | masia                              | Rialb               |                      |                      | 42° 27′ 25″ N, 1° 10′ 46″ E / 42.4569553117931°N,1.17952773041056°E  |                                            |                      | Modifica les dades a Wikidata |
|        | Cal Vicent                 | masia                              | Rialb               |                      |                      | 42° 27′ 17″ N, 1° 08′ 59″ E / 42.4546854633275°N,1.14970145589444°E  |                                            |                      | Modifica les dades a Wikidata |
|        | Casa Betran                | masia                              | Rialb               |                      |                      | 42° 27′ 13″ N, 1° 07′ 33″ E / 42.4537280228997°N,1.12569967097366°E  |                                            |                      | Modifica les dades a Wikidata |
|        | la Masia                   | masia                              | Rialb               |                      |                      | 42° 26′ 52″ N, 1° 10′ 29″ E / 42.447686055246°N,1.1748609649695°E    |                                            |                      | Modifica les dades a Wikidata |
|        | Xalets dels Notaris        | masia                              | Rialb               |                      |                      | 42° 27′ 00″ N, 1° 09′ 01″ E / 42.449968048325°N,1.15035108204925°E   |                                            |                      | Modifica les dades a Wikidata |
|        | Ca l'Ametlló               | masia                              | Soriguera           |                      |                      | 42° 23′ 56″ N, 1° 08′ 54″ E / 42.3989528717549°N,1.14820550307058°E  |                                            |                      | Modifica les dades a Wikidata |
|        | Ca l'Andreu                | masia                              | Soriguera           |                      |                      | 42° 22′ 33″ N, 1° 13′ 17″ E / 42.3757237222333°N,1.2213263213934°E   |                                            |                      | Modifica les dades a Wikidata |
|        | Cal Bigorra                | masia                              | Soriguera           |                      |                      | 42° 22′ 33″ N, 1° 13′ 18″ E / 42.3758529491381°N,1.22152915418306°E  |                                            |                      | Modifica les dades a Wikidata |
|        | Cal Bisbe                  | masia                              | Soriguera           |                      |                      | 42° 22′ 04″ N, 1° 09′ 23″ E / 42.3677882070036°N,1.15626229001213°E  |                                            |                      | Modifica les dades a Wikidata |
|        | Cal Bosc                   | masia                              | Soriguera           |                      |                      | 42° 22′ 12″ N, 1° 11′ 22″ E / 42.3699844722865°N,1.18952325160665°E  |                                            |                      | Modifica les dades a Wikidata |
|        | Cal Buseu                  | masia                              | Soriguera           |                      |                      | 42° 22′ 03″ N, 1° 09′ 22″ E / 42.3676340113136°N,1.15619393494552°E  |                                            |                      | Modifica les dades a Wikidata |
|        | Cal Butxaca                | masia                              | Soriguera           |                      |                      | 42° 21′ 13″ N, 1° 11′ 00″ E / 42.3536484232642°N,1.18327803247567°E  |                                            |                      | Modifica les dades a Wikidata |
|        | Cal Cameta                 | masia                              | Soriguera           |                      |                      | 42° 23′ 56″ N, 1° 08′ 56″ E / 42.3989082815421°N,1.14879003015732°E  |                                            |                      | Modifica les dades a Wikidata |
|        | Cal Cílio                  | masia                              | Soriguera           |                      |                      | 42° 22′ 12″ N, 1° 11′ 25″ E / 42.3700407913364°N,1.19023817563811°E  |                                            |                      | Modifica les dades a Wikidata |
|        | Cal Dot                    | masia                              | Soriguera           |                      |                      | 42° 22′ 13″ N, 1° 10′ 50″ E / 42.3702028635969°N,1.18056625527391°E  |                                            |                      | Modifica les dades a Wikidata |
|        | Cal Ferrer                 | masia                              | Soriguera           |                      |                      | 42° 22′ 10″ N, 1° 11′ 26″ E / 42.3695150642282°N,1.19059332317765°E  |                                            |                      | Modifica les dades a Wikidata |
|        | Cal Fèlix                  | masia                              | Soriguera           |                      |                      | 42° 22′ 14″ N, 1° 11′ 27″ E / 42.37063394367°N,1.19073122793666°E    |                                            |                      | Modifica les dades a Wikidata |
|        | Cal Josep                  | masia                              | Soriguera           |                      |                      | 42° 23′ 57″ N, 1° 08′ 55″ E / 42.3990745982675°N,1.14849353122248°E  |                                            |                      | Modifica les dades a Wikidata |
|        | Cal Maella                 | masia                              | Soriguera           |                      |                      | 42° 21′ 13″ N, 1° 10′ 58″ E / 42.3536323037286°N,1.18282925726845°E  |                                            |                      | Modifica les dades a Wikidata |
|        | Cal Marquet                | masia                              | Soriguera           |                      |                      | 42° 22′ 11″ N, 1° 11′ 23″ E / 42.3696111992511°N,1.18983759201246°E  |                                            |                      | Modifica les dades a Wikidata |
|        | Cal Masover                | masia                              | Soriguera           |                      |                      | 42° 21′ 14″ N, 1° 11′ 01″ E / 42.3538891958427°N,1.18369605393056°E  |                                            |                      | Modifica les dades a Wikidata |
|        | Cal Molineret              | masia                              | Soriguera           |                      |                      | 42° 22′ 13″ N, 1° 10′ 52″ E / 42.3701854924347°N,1.18117399680926°E  |                                            |                      | Modifica les dades a Wikidata |
|        | Cal Pei                    | masia                              | Soriguera           |                      |                      | 42° 22′ 34″ N, 1° 13′ 19″ E / 42.3762115509733°N,1.22200487211066°E  |                                            |                      | Modifica les dades a Wikidata |
|        | Cal Portaler               | masia                              | Soriguera           |                      |                      | 42° 22′ 24″ N, 1° 07′ 58″ E / 42.3734134079546°N,1.13269352538403°E  |                                            |                      | Modifica les dades a Wikidata |
|        | Cal Putxó                  | masia                              | Soriguera           |                      |                      | 42° 22′ 03″ N, 1° 09′ 19″ E / 42.3676375604853°N,1.15529515340132°E  |                                            |                      | Modifica les dades a Wikidata |
|        | Cal Soler                  | masia                              | Soriguera           |                      |                      | 42° 22′ 34″ N, 1° 13′ 20″ E / 42.3760896697914°N,1.22227552254229°E  |                                            |                      | Modifica les dades a Wikidata |
|        | Cal Toni                   | masia                              | Soriguera           |                      |                      | 42° 22′ 14″ N, 1° 10′ 51″ E / 42.3704934177377°N,1.1807157501721°E   |                                            |                      | Modifica les dades a Wikidata |
|        | Cal Tonico                 | masia                              | Soriguera           |                      |                      | 42° 22′ 14″ N, 1° 11′ 23″ E / 42.3705098235547°N,1.189714622256°E    |                                            |                      | Modifica les dades a Wikidata |
|        | Cal Torredà                | masia                              | Soriguera           |                      |                      | 42° 20′ 48″ N, 1° 11′ 02″ E / 42.3466427296872°N,1.18389259866018°E  |                                            |                      | Modifica les dades a Wikidata |
|        | Cal Torres                 | masia                              | Soriguera           |                      |                      | 42° 22′ 15″ N, 1° 10′ 53″ E / 42.3708724987519°N,1.18133634341965°E  |                                            |                      | Modifica les dades a Wikidata |
|        | Cal Torà                   | masia                              | Soriguera           |                      |                      | 42° 23′ 55″ N, 1° 08′ 54″ E / 42.3987370361498°N,1.14822400176159°E  |                                            |                      | Modifica les dades a Wikidata |
|        | Cal Vaquer                 | masia                              | Soriguera           |                      |                      | 42° 22′ 05″ N, 1° 09′ 22″ E / 42.3680557109048°N,1.15609658776002°E  |                                            |                      | Modifica les dades a Wikidata |
|        | Casa de la Masia           | masia                              | Soriguera           |                      |                      | 42° 21′ 18″ N, 1° 05′ 02″ E / 42.3549207550252°N,1.08388480028281°E  |                                            |                      | Modifica les dades a Wikidata |
|        | Casa Morreres de Saverneda | masia                              | Soriguera           |                      |                      | 42° 23′ 18″ N, 1° 07′ 42″ E / 42.388275°N,1.128285°E                 | bé integrant del patrimoni cultural català |                      | Modifica les dades a Wikidata |
|        | Casa Nadal                 | masia                              | Soriguera           |                      |                      | 42° 22′ 29″ N, 1° 07′ 23″ E / 42.3748515688525°N,1.12315299485473°E  |                                            |                      | Modifica les dades a Wikidata |
|        | Casa Pubill                | masia                              | Soriguera           | 1256                 |                      | 42° 22′ 50″ N, 1° 02′ 34″ E / 42.3804415303067°N,1.04278170016247°E  |                                            | Casa Pubill (Mencui) | Modifica les dades a Wikidata |
|        | Casa Vella del Batlle      | masia                              | Soriguera           |                      |                      | 42° 22′ 49″ N, 1° 02′ 30″ E / 42.3803070997538°N,1.04176555703157°E  |                                            |                      | Modifica les dades a Wikidata |
|        | l'Hostal Nou               | masia                              | Soriguera           | 681                  |                      | 42° 23′ 25″ N, 1° 07′ 38″ E / 42.390282748512°N,1.1272853640146°E    |                                            |                      | Modifica les dades a Wikidata |
|        | la Bona Mossa              | masia                              | Soriguera           |                      |                      | 42° 21′ 04″ N, 1° 04′ 14″ E / 42.3510931454884°N,1.07045168930746°E  |                                            |                      | Modifica les dades a Wikidata |
|        | la Torreta                 | masia                              | Soriguera           |                      |                      | 42° 21′ 28″ N, 1° 05′ 09″ E / 42.3577701287914°N,1.08571669601739°E  |                                            |                      | Modifica les dades a Wikidata |
|        | Xalet de la Rosa           | masia                              | Soriguera           |                      |                      | 42° 22′ 52″ N, 1° 09′ 41″ E / 42.3811009984255°N,1.16146028707938°E  |                                            |                      | Modifica les dades a Wikidata |
|        | Borda de la Ribera         | masia                              | Sort                | 667                  |                      | 42° 23′ 17″ N, 1° 07′ 09″ E / 42.3880770537204°N,1.11907801524234°E  |                                            |                      | Modifica les dades a Wikidata |
|        | Casa Colom                 | masia                              | Sort                | 1050                 |                      | 42° 23′ 46″ N, 1° 05′ 43″ E / 42.3962012252088°N,1.09515542733643°E  |                                            |                      | Modifica les dades a Wikidata |
|        | la Masia                   | masia                              | Sort                | 775                  |                      | 42° 22′ 41″ N, 1° 06′ 32″ E / 42.3781367488582°N,1.10879538536904°E  |                                            |                      | Modifica les dades a Wikidata |
|        | Meneurí                    | masia                              | Sort                | 1254                 |                      | 42° 26′ 38″ N, 1° 04′ 10″ E / 42.4437690852087°N,1.06936018957377°E  |                                            |                      | Modifica les dades a Wikidata |
|        | Casa del Masover           | masia                              | Vall de Cardós      |                      |                      | 42° 34′ 35″ N, 1° 12′ 39″ E / 42.5763308854689°N,1.21091895201319°E  |                                            |                      | Modifica les dades a Wikidata |
|        | la Mola                    | masia                              | Vall de Cardós      |                      |                      | 42° 33′ 47″ N, 1° 13′ 43″ E / 42.562970932799°N,1.22856299785587°E   |                                            |                      | Modifica les dades a Wikidata |
|        | Pardina de Becada          | masia                              | Vall de Cardós      |                      |                      | 42° 32′ 47″ N, 1° 12′ 44″ E / 42.546433300057°N,1.2121762685104°E    |                                            |                      | Modifica les dades a Wikidata |